# Далельвен
Далельвен (швед. Dalälven) — річка у Швеції. Утворюється злиттям річок Естердалельвен (Східна Далельвен) і Вестердалельвен (Західна Далельвен), що витікають з боліт і озер поблизу масиву Лонгф'єлет у Скандинавських горах. Впадає у Ботнічну затоку. Довжина від місця злиття складових річки 240 км, з Естердальельвен — 520 км. Площа басейну майже 29 тис. км. До міста Крюльбу тече переважно у високих, стрімких берегах, нижче протікає через низку озер, у верхоріччі і на міжозерних ділянках є пороги й водоспади. Високий рівень води річки спостерігається у квітні — червні. Судноплавна на 10 км від гирла.

## Каскад ГЕС
На річці зведено каскад ГЕС: ГЕС Forshuvud, ГЕС Кварнсведен, ГЕС Domnarvet, ГЕС Bullerforsen, ГЕС Långhag, ГЕС Skedvi, ГЕС Lanforsen, ГЕС Ельвкарлебю.

## Галерея

Басейн річки Далельвен. (фр.)
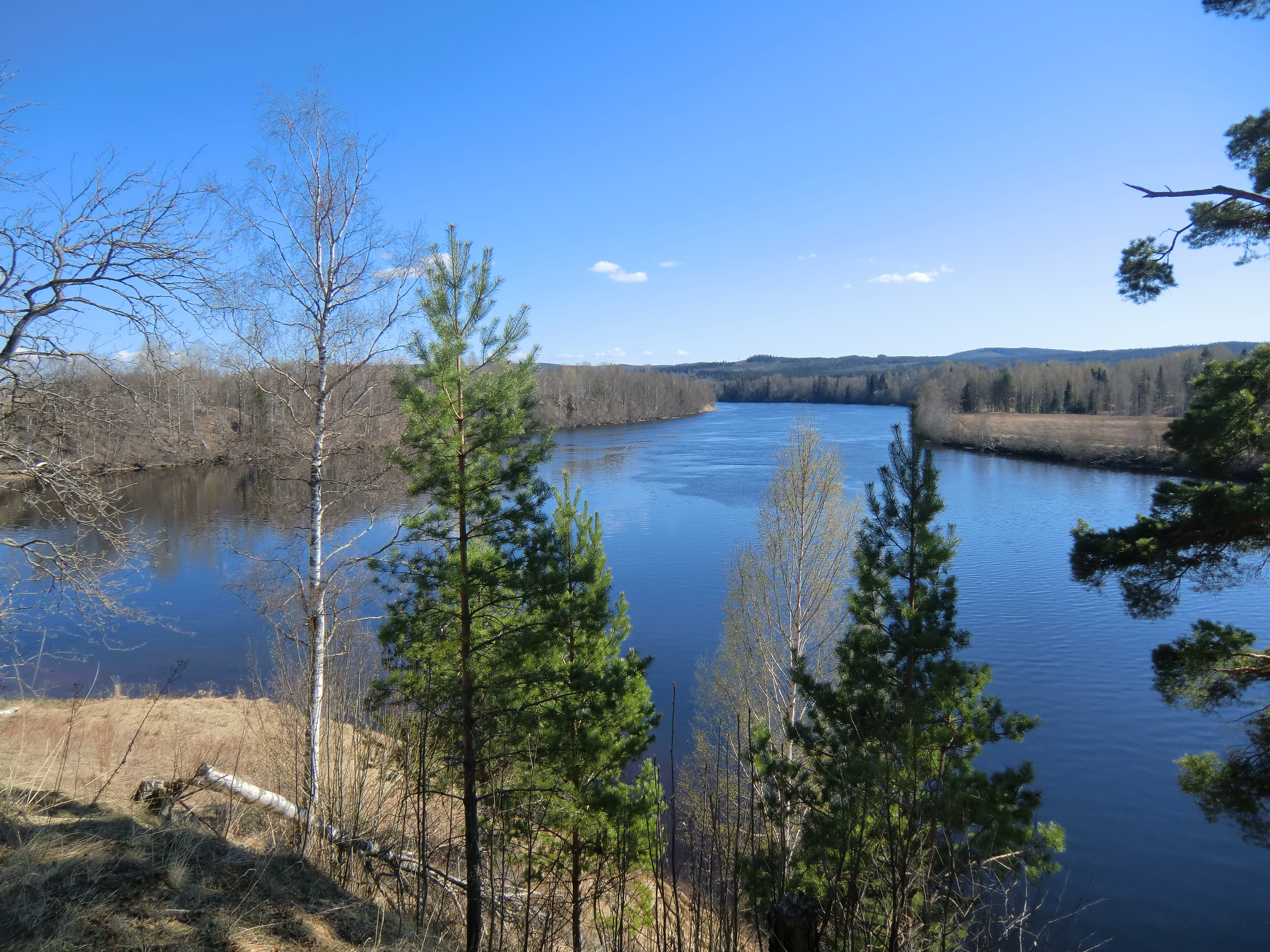
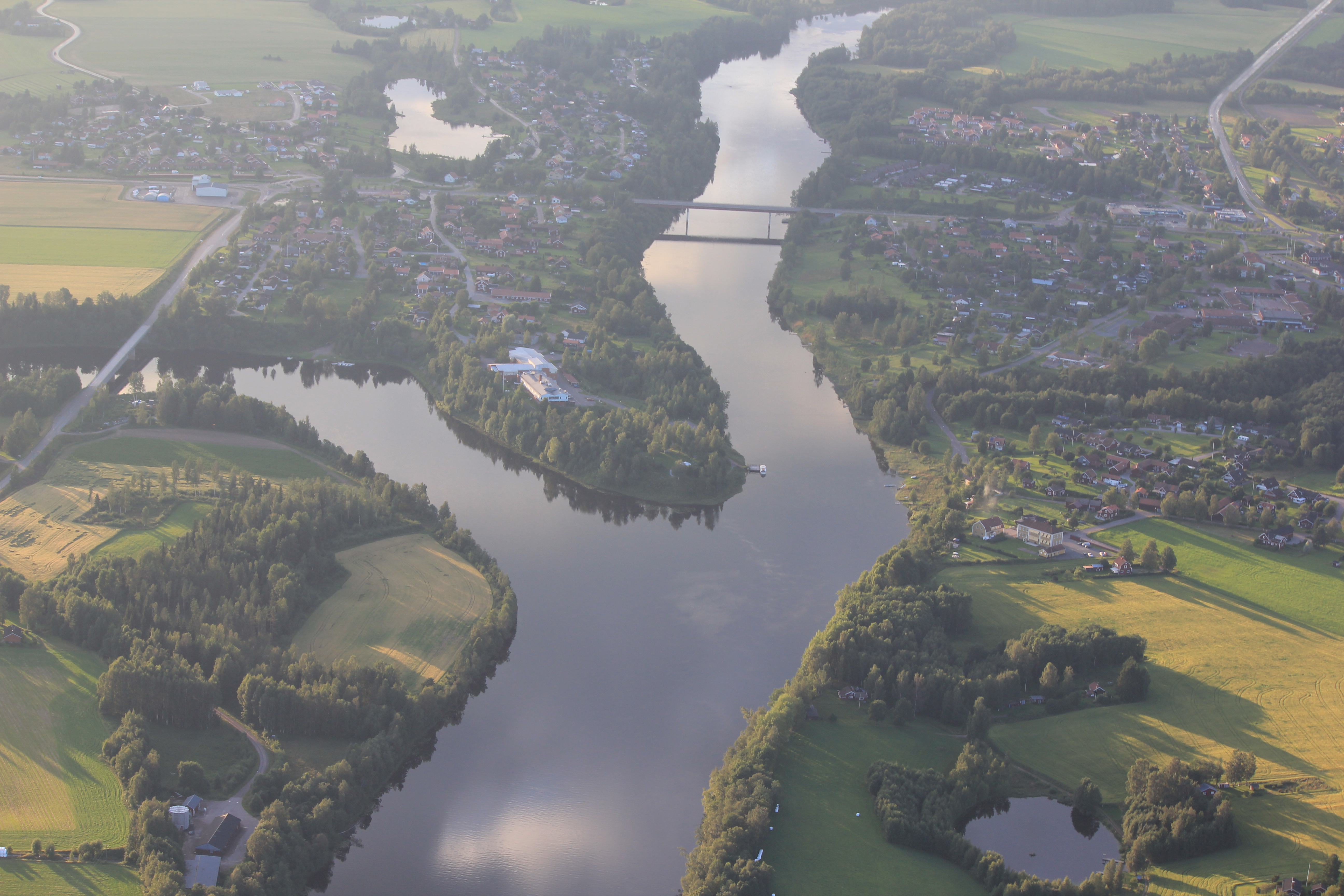
Початок Дальельвен – місце злиття річок Естердалельвен і Вестердалельвен.